# Lobianchia gemellarii
Lobianchia gemellarii är en fiskart som först beskrevs av Cocco, 1838.  Lobianchia gemellarii ingår i släktet Lobianchia och familjen prickfiskar. Inga underarter finns listade i Catalogue of Life.